# Modraszek nausitous
Modraszek nausitous (Phengaris nausithous) – częściowo pasożytniczy, myrmekofilny gatunek motyla dziennego z rodziny modraszkowatych (Lycaenidae). W Polsce objęty ochroną prawną.

## Morfologia

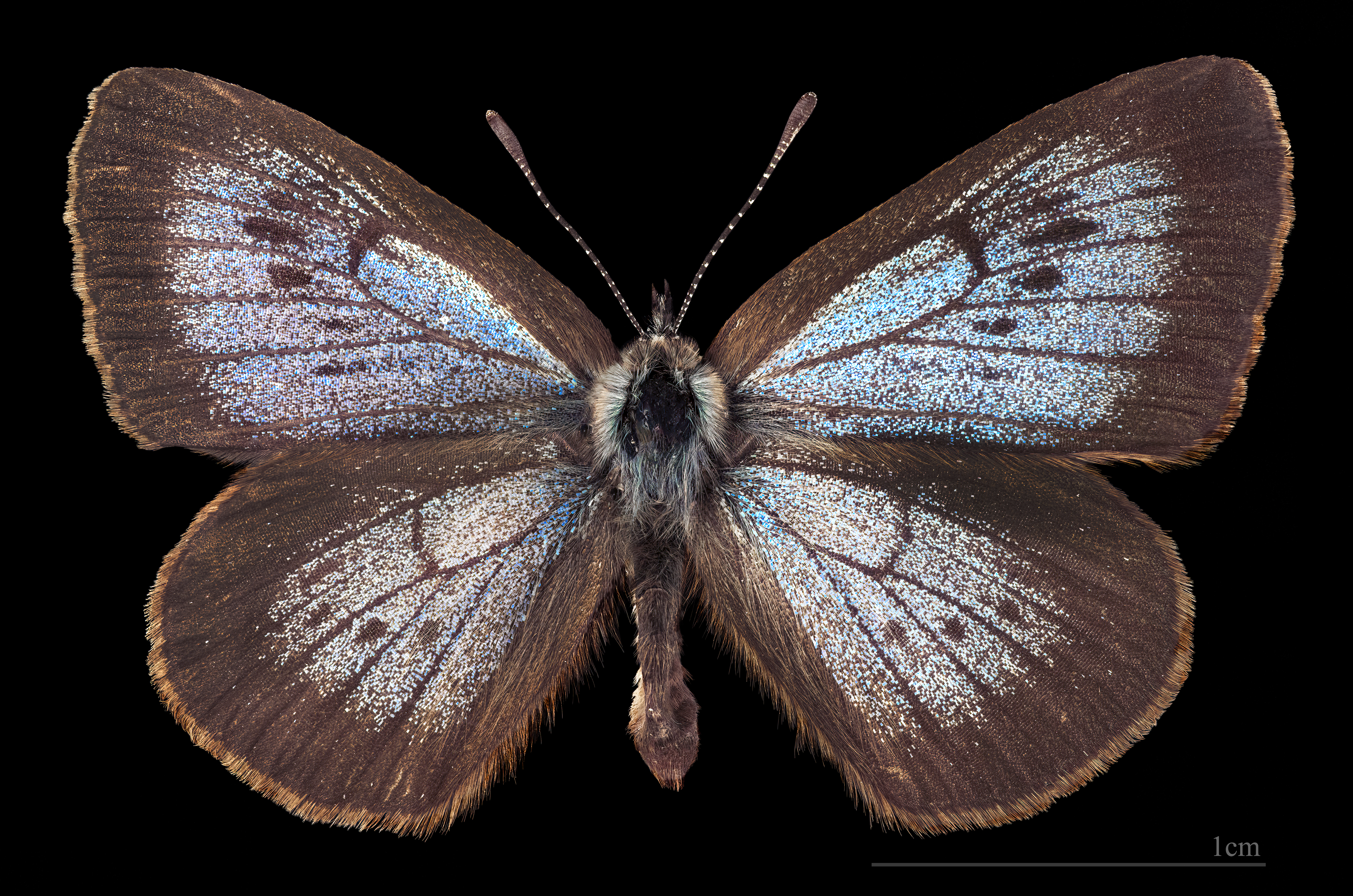
Phengaris nausithous ♂
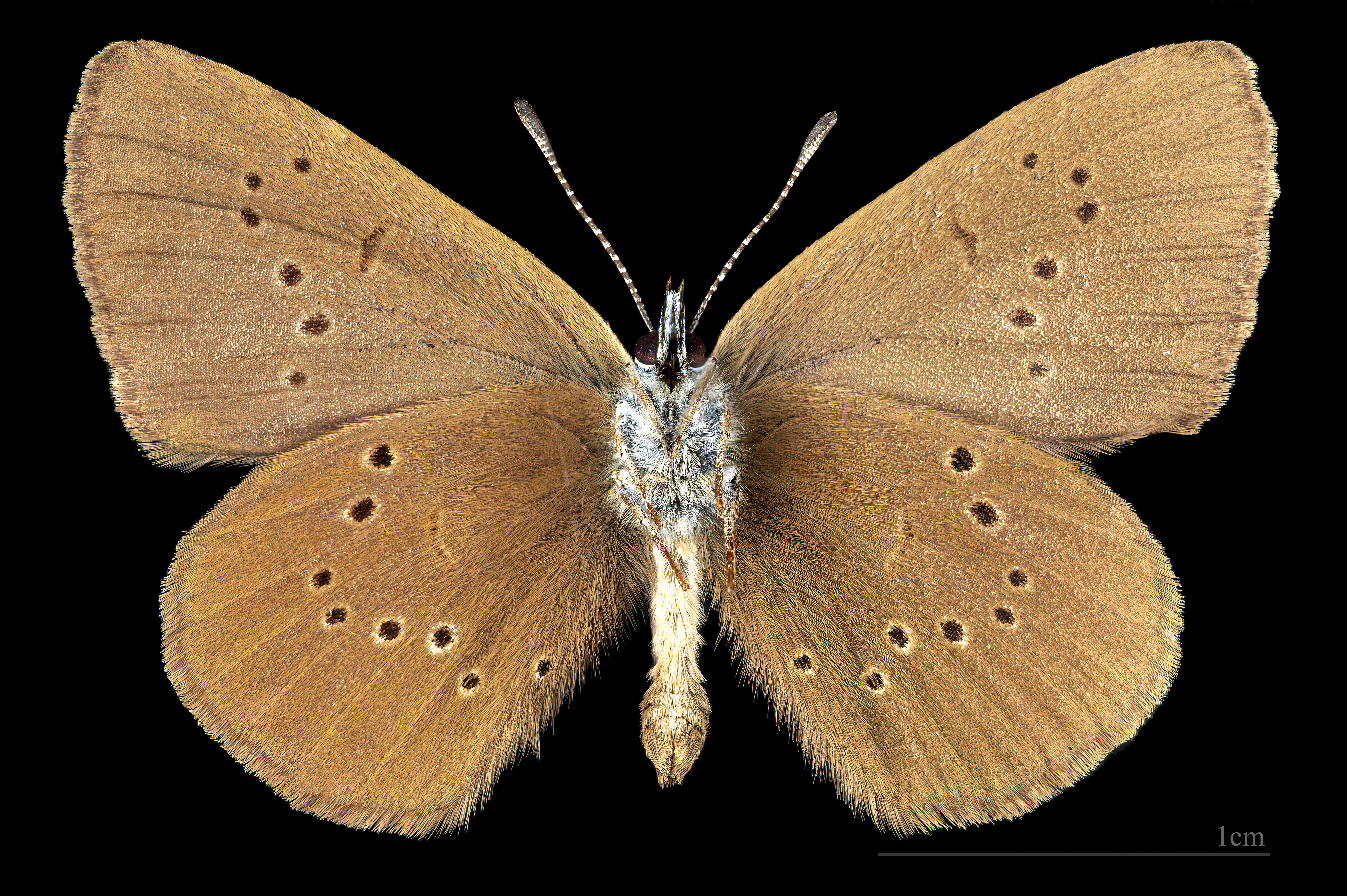
Phengaris nausithous ♂ △

## Cykl rozwojowy

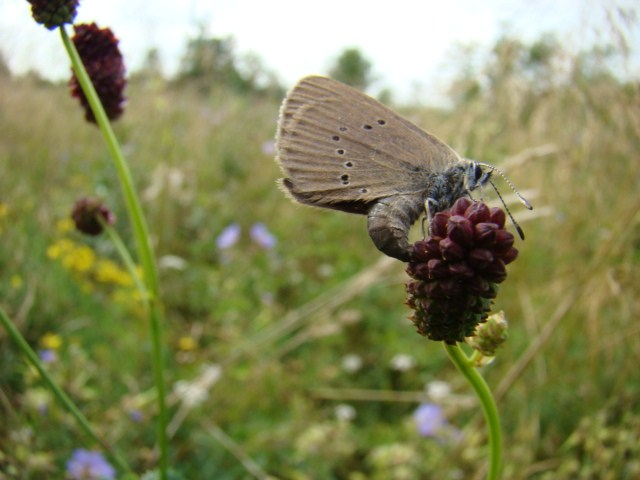
Samica modraszka nausitousa składająca jaja na krwiściągu lekarskim

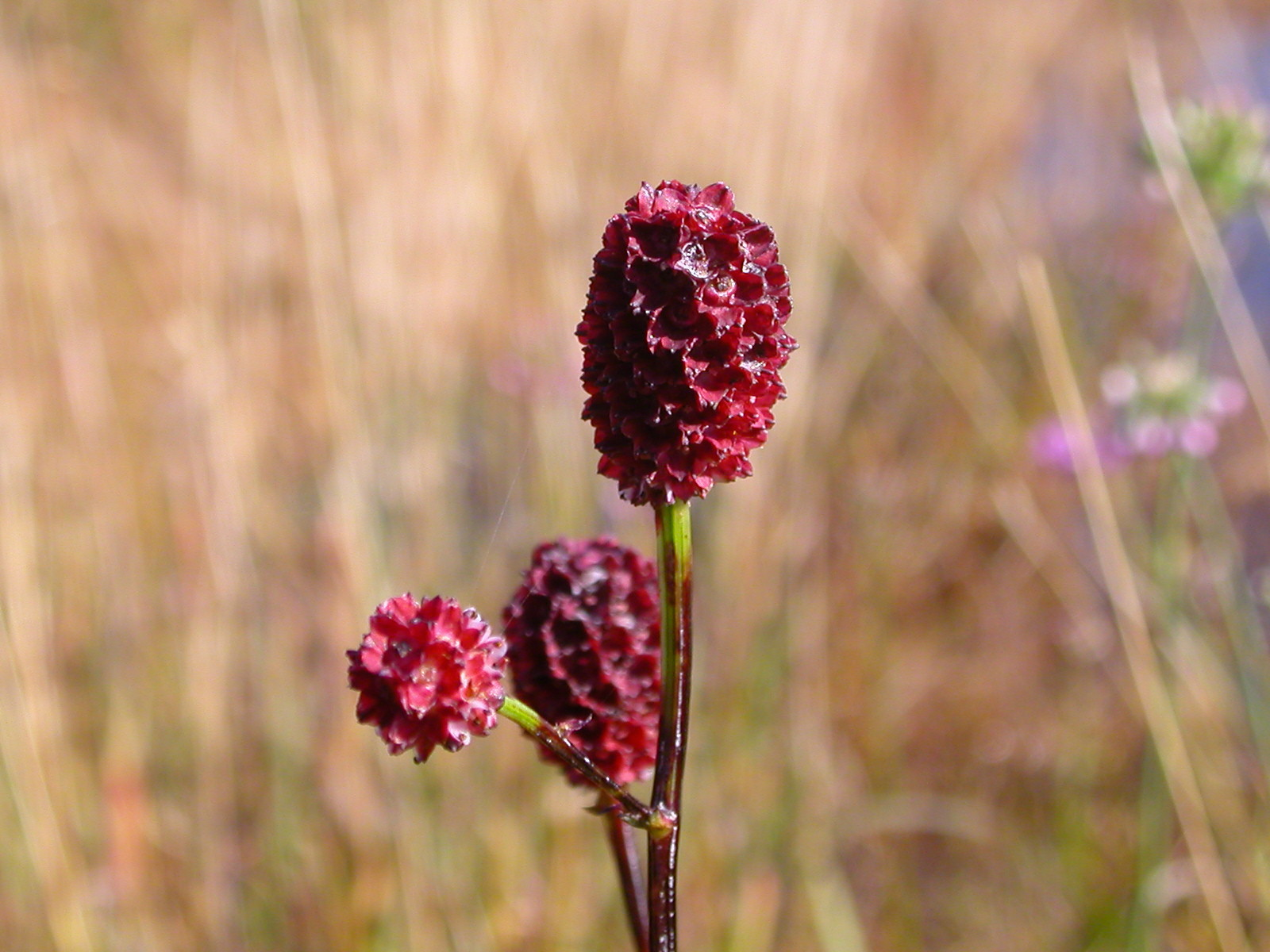
Krwiściąg lekarski, jedyna roślina pokarmowa gąsienic modraszka nausithousa

## Środowisko

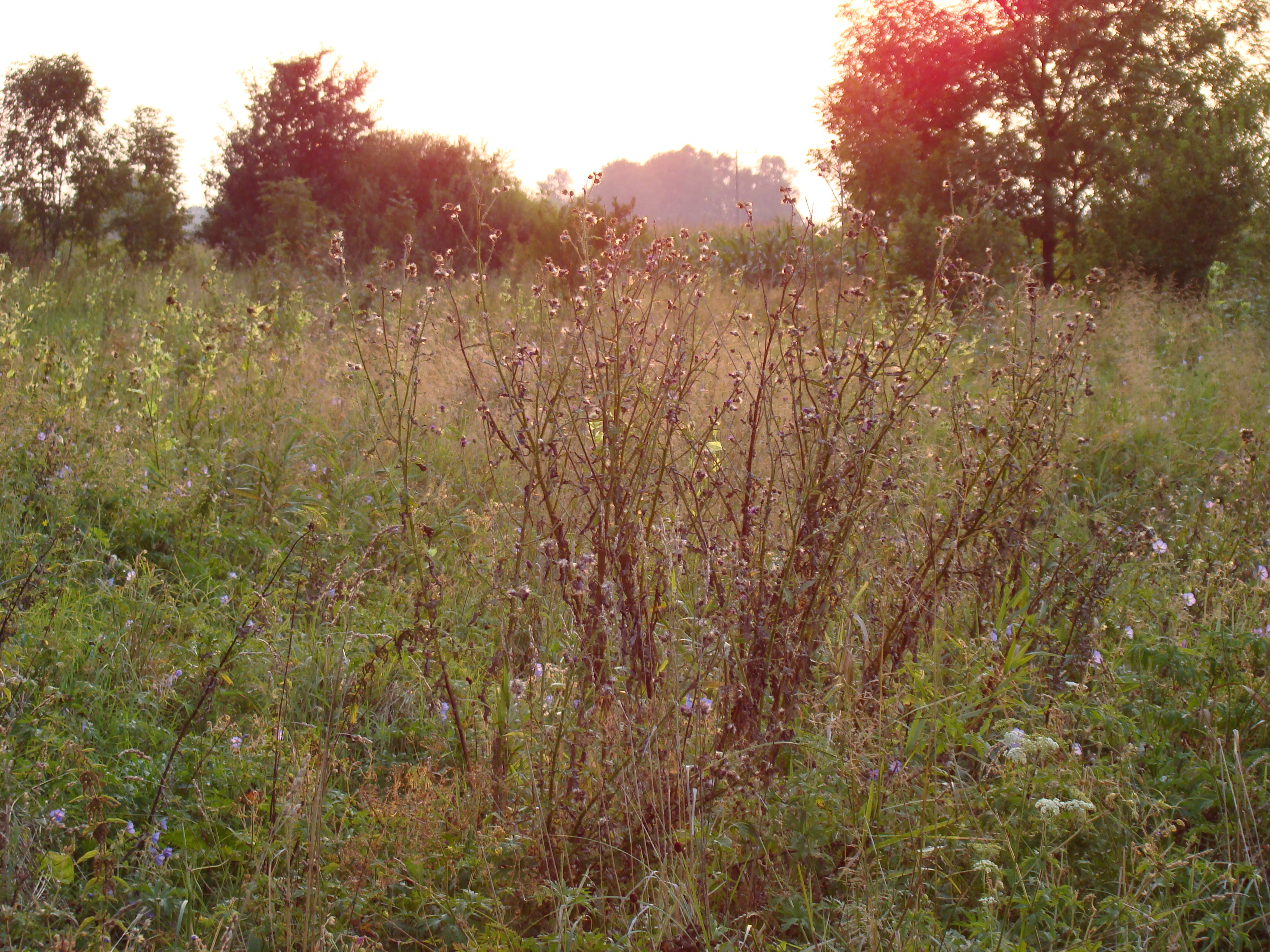
Zarastająca łąka, środowisko życia modraszka nausitousa

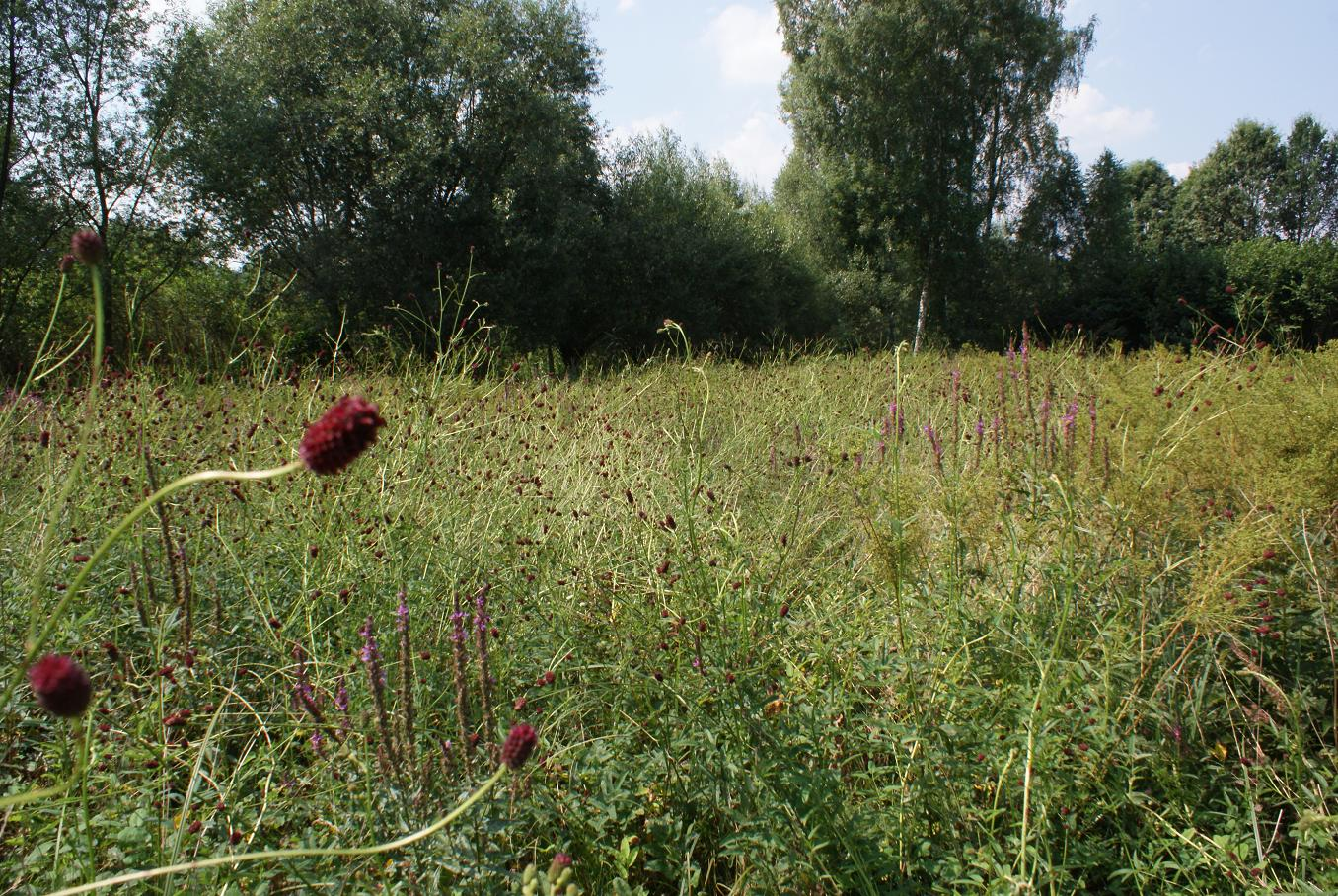
Jedno z siedlisk modraszka nausitousa w południowej części Polski

## Zagrożenia

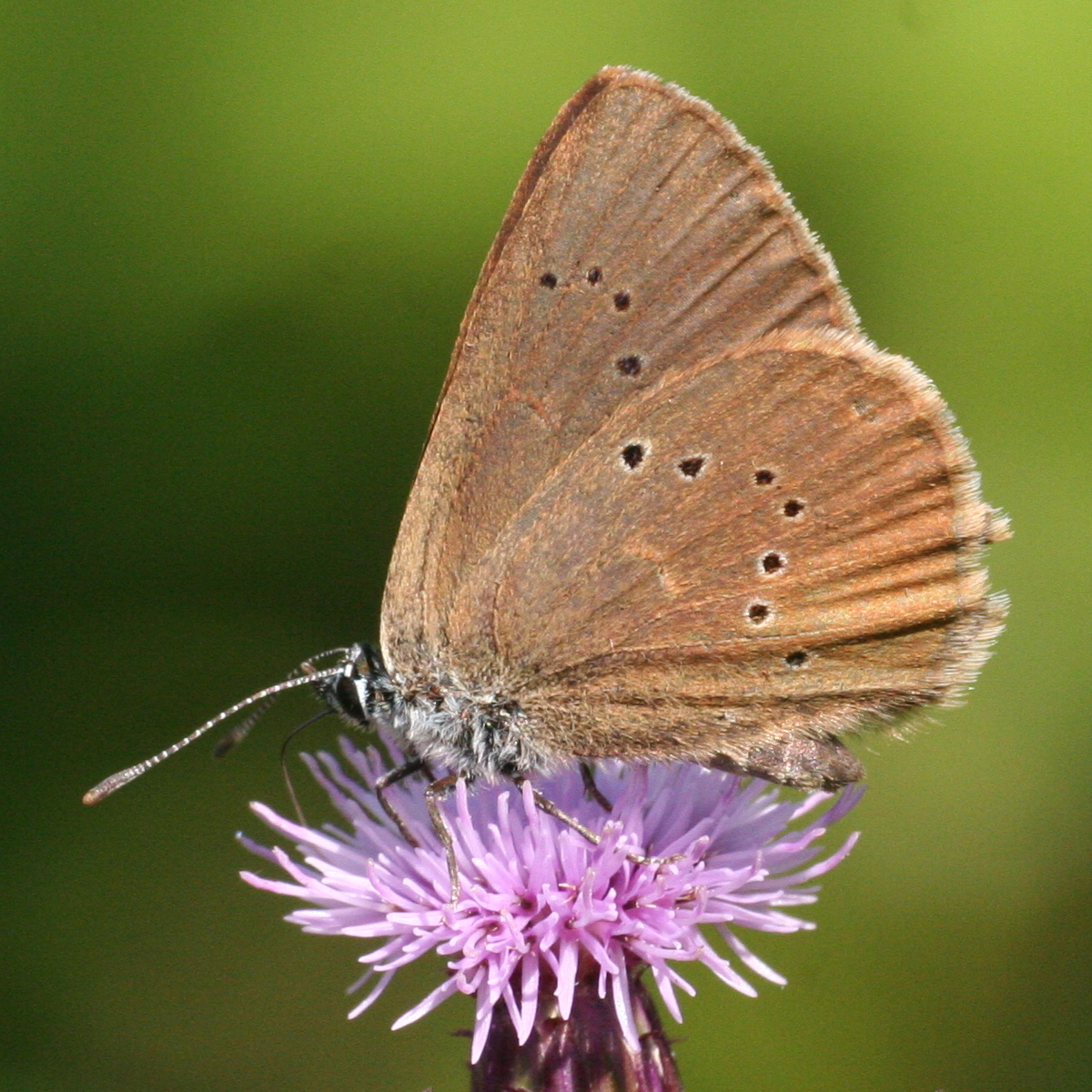
Żerujący modraszek nausitous